# Apocinesia
Apocinesia is een geslacht van vlinders van de familie tandvlinders (Notodontidae), uit de onderfamilie Dioptinae.

## Soorten
- A. dilatata Walker, 1884
- A. scedrosa Walker, 1864